# Wulf Pogwisch
Wulf Pogwisch (* um 1485; † 2. Februar 1554 auf Gut Buckhagen; begraben in Bordesholm) war ein Königlicher und herzoglicher Rat.

## Familie

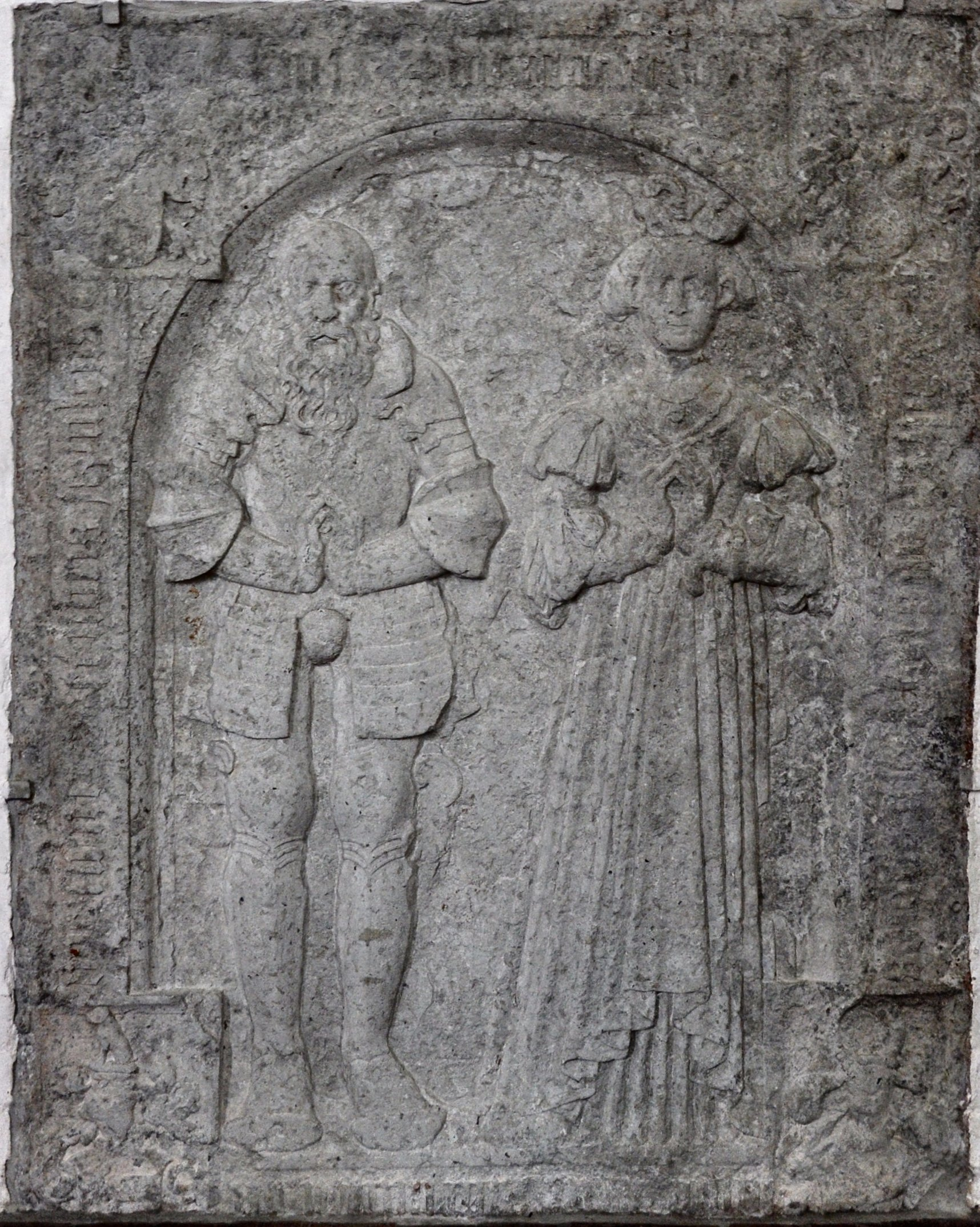
Grabstein in der Klosterkirche Bordesholm

Wulf Pogwisch war ein Sohn von Hans Pogwisch, der 1494 starb, und dessen Ehefrau Anna, geborene von Ahlefeldt (gestorben nicht vor 1502). Er hatte einen Bruder namens Benedikt, mit dem er 1517 nach Palästina pilgerte. In der Heimat heiratete er zwischen 1517 und 1523 Christine (Kirsten) Munk († 6. Juli 1579). Ihr Vater Mogens Munk († 3. Dezember 1558) war ein dänischer Reichsrat und verheiratet mit Karen, geborene Rosenkrantz († 1535). Seine Ehefrau war darüber hinaus eine Nichte des Bischofs Iver Munk. Dieser pflegte enge Kontakte zu den holsteinischen Rittern. Das Ehepaar Pogwisch hatte insgesamt fünf Söhne und zehn Töchter.
Pogwisch wurde in der Klosterkirche Bordesholm beigesetzt, wo sich noch seine Grabplatte befindet. Seine Witwe zog sich auf ihr Witwengut Kronsgaard zurück. Sie überlebte ihn um 25 Jahre und wurde 1579 in der St.-Katharinen-Kirche in Gelting beigesetzt, wo sich ihr Grabstein befindet, der sie mit zwei halbwüchsigen Töchtern zeigt.

## Leben und Wirken
Pogwisch arbeitete als Rat Friedrichs I. und während dieser Zeit auch als „Nepot“ und Amtmann des Bischofs. Er verfasste ein heute schwer verständliches Gutachten, das er am 4. Januar 1523 an den Herzog schickte. Demzufolge ist davon auszugehen, dass Pogwisch im Herbst 1522 eine entscheidende Rolle innehatte, als der Herzog eine Verbindung zu aufrührischen jütischen Magnaten, die von Iver Munk geführt wurden, aufnahm. Darüber hinaus verfasste Pogwisch weitere Denkschriften. So stellte er am 2. Dezember 1523 die chaotischen Münzverhältnisse Dänemarks dar.
Nachdem Friedrich I. zum König aufgestiegen war, gehörte Pogwisch neben Johann Rantzau und Melchior Rantzau zu dessen bedeutendsten Beratern. Anfang 1523 ging er als Gesandter in die Herzogtümer. Von hier sollte er gemeinsam mit Friedrichs Tochter Dorothea und Königin Sophie nach Dänemark reisen. Im Dezember desselben Jahres führte er in königlichem Auftrag beim Herrentag in Odense Verhandlungen mit dem dänischen Reichsrat. Bei den anschließenden umfangreichen politischen Ereignisse übernahm er ständig führende Rollen.
Pogwisch war und blieb Katholik und ging engagiert gegen die Reformation vor. 1528 bewahrte er das Flensburger Franziskanerkloster vor Begehrlichkeiten der Bürger. 1545 beendete er seine Tätigkeiten als Rat. Unklar bleibt, ob er dies aufgrund der Teilung der Herzogtümer tat, die er ablehnte. Danach widmete er sich anderen Dingen.
Die Eheschließung mit Christine Munk hatte Pogwisch schnell zu Reichtum verholfen. Der Ripener Bischof belehnte ihn als eine Art Mitgift mit der Trøjborg. Diese übernahm er am 4. Januar 1523 und hielt sie bis zu seinem Tod. Von 1525 bis 1528 wirkte er als Flensburger Amtmann, von 1531 bis 1533 in gleicher Position in Segeberg. 1526 bekam Pogwisch als Pfand Osterland Föhr. Dies ermöglichte ihm 1535 den Erwerb des Gutes Buckhagen von Christian III. Hierfür zahlte er 12.000 Mark und wohnte fortan zumeist dort. Außerdem handelte er in großem Stil mit Ochsen und verlieh Geld. Dabei arbeitete er wahrscheinlich auch mit unmoralischen Methoden. So musste er 1545 dem König versichern, dass er das Wuchern einstellen werde.
Pogwisch gehörte wohl zu den typischen Rittern des 16. Jahrhunderts. Er trat sehr selbstbewusst auf und nutzte seine Bauern rücksichtslos aus. Dieses Vorgehen ist durch zahlreiche Beschwerden dokumentiert. Zur Zeit der Belagerung von Kopenhagen 1523 nahm Pogwisch an einem Trinkgelage teil. Dabei beleidigte er die Hansestädte derart, dass der dänische Reichsrat nicht umhin kam, sich bei den Gesandten der Städte zu entschuldigen. Darüber hinaus verfolgte er hartnäckig ein Recht am Kloster Bordesholm, das ihm aus seiner Sicht zustand.